# Carpocoris fuscispinus
Espèce
Carpocoris fuscispinus est une espèce d'insectes hétéroptères, une des punaises des céréales, appartenant à la famille des Pentatomidae.

## Description

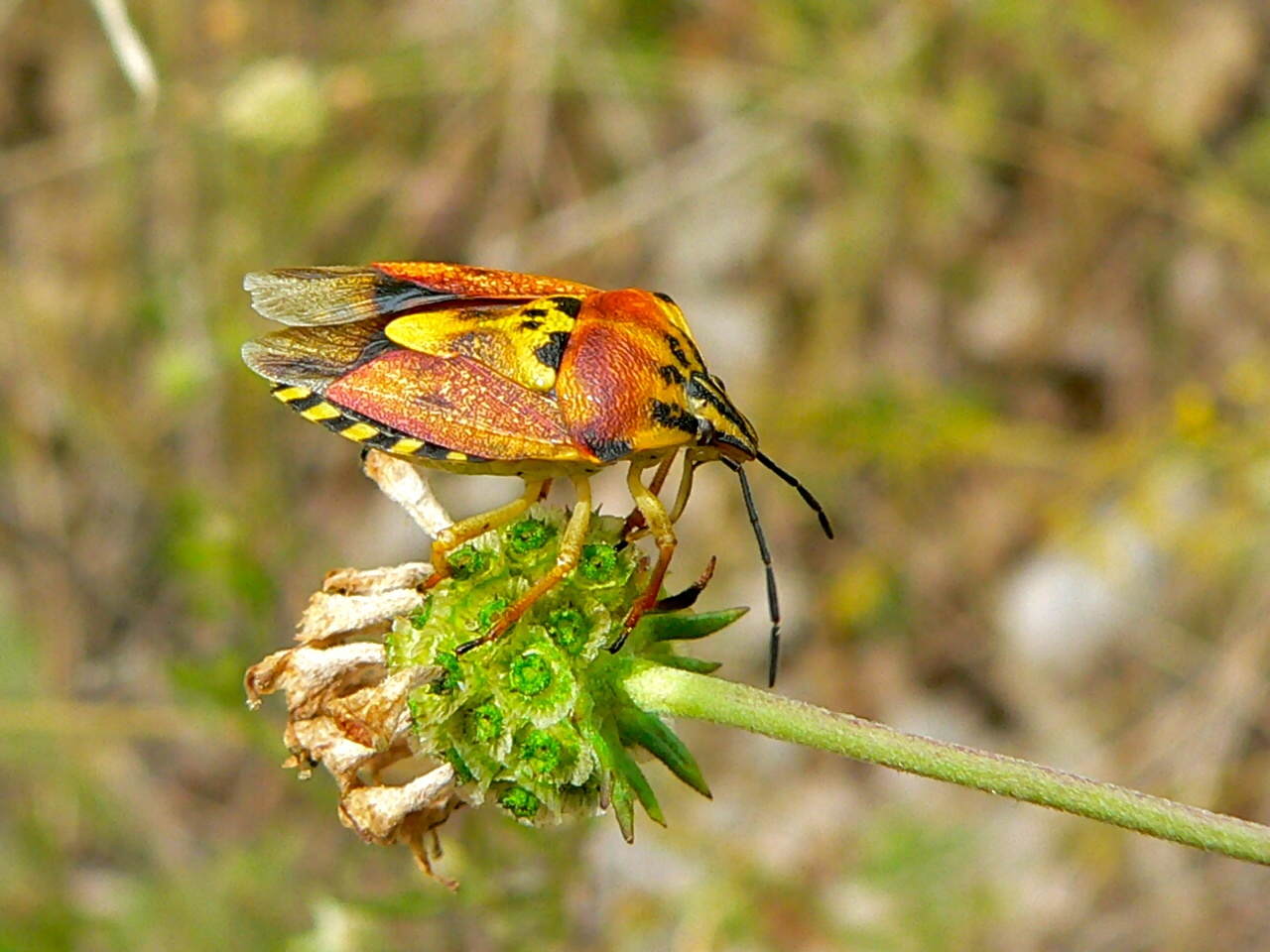
Carpocoris fuscispinus (Alpes-Maritimes, France).

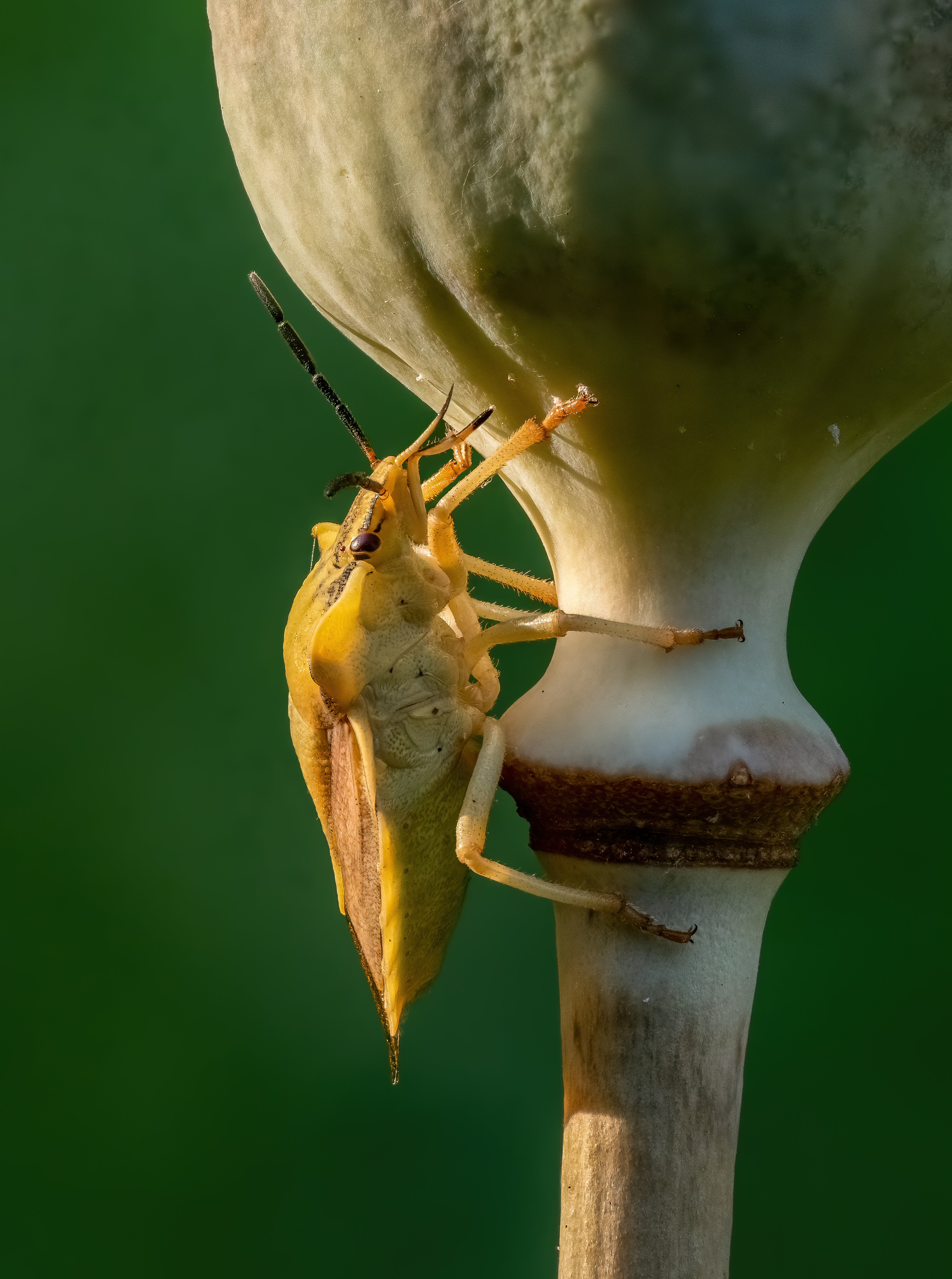
Carpocoris fuscispinus.

Coloration variable : du jaune grisâtre au brun foncé. Angles du pronotum pointus, plus saillants dans la génération d'été que dans celle d'automne, tachés de pointillés noirs.

## Habitat
Fréquente surtout les astéracées (composées) et les apiacées (ombellifères).

## Synonymes
- Carpocoris mediterraneus Tamanini, 1959